# Giovanni Innocenti
Pour les articles homonymes, voir Innocenti.
Giovanni Innocenti est un footballeur italien, né le 13 février 1888 à Asigliano Vercellese et mort en décembre 1975 en France. Il évolue au poste de gardien de but de la fin des années 1900 au début des années 1910.

## Biographie
En tant que gardien de but, Giovanni Innocenti joue toute sa carrière à l'US Pro Vercelli (1907-1915). Il remporta cinq Scudetti et termine une fois deuxième.
Il est international italien à cinq reprises (1913-1914). Sa première sélection est un Italie-Belgique, le 1er mai 1913, qui se solde par une victoire italienne.

## Clubs successifs
- 1908-1915 : US Pro Vercelli

## Palmarès
- Championnat d'Italie de football

- - Champion en 1908, en 1909, en 1911, en 1912 et en 1913
  - Vice-champion en 1910